# Words for Love
Chansons représentant Israël au Concours Eurovision de la chanson
Nadlik beyachad ner
(2002) Leha'amin
(2004)
Words for Love (en français Des Mots d'Amour) est la chanson représentant Israël au Concours Eurovision de la chanson 2003. Elle est interprétée par Lior Narkis.

## Composition
Le 15 novembre 2002, IBA annonce que Lior Narkis est sélectionné par un comité spécial en tant que représentant israélien pour le Concours Eurovision de la chanson 2003.
La chanson avec laquelle Lior Narkis représentera Israël est sélectionnée lors d'une finale nationale dans une émission de télévision appelée Kdam Eurovision 2003. 250 chansons sont soumises par des compositeurs, ensuite évaluées par Narkis qui retient quatre chansons. Les titres des chansons sont annoncés le 2 janvier 2003.
La finale a lieu le 23 janvier 2003 à la discothèque Ha'Oman 17 à Jérusalem, animée par Eden Harel et diffusée sur Aroutz 1. Les quatre chansons en compétition sont interprétées par Lior Narkis. La chanson gagnante Milim La'Ahava est sélectionnée par une combinaison des votes d'un jury d'experts composé de représentants de l'IBA (40%) et un télévote (60%).
Le chanteur part en tournée promotionnelle avec une nouvelle version réarrangée. La chanson garde son style  latino-espagnol. Dans le refrain de la chanson, la même phrase apparaît en cinq langues différentes : l'hébreu (Ani ohew otach), l'anglais (I Love You), le grec (S'agapo), le français (Je t'aime) et l'italien (Te amo).
La chanson est la treizième de la soirée, suivant Dime interprétée par Beth pour l'Espagne et précédant One More Night interprétée par Esther Hart pour les Pays-Bas.
Pendant la prestation, Narkis est accompagné de danseuses, dont Meital Patash et Maya Avidan.
À la fin des votes, la chanson obtient 17 points et finit 19e des vingt-six participants.

### Points attribués à Israël
| 12 points | 10 points | 8 points | 7 points | 6 points  |
| --------- | --------- | -------- | -------- | --------- |
|           |           | - France |          |           |
| 5 points  | 4 points  | 3 points | 2 points | 1 point   |
| - Russie  |           | - Grèce  |          | - Espagne |